# Crepis syriaca
Crepis syriaca là một loài thực vật có hoa trong họ Cúc. Loài này được (Bornm.) Babc. & Navashin mô tả khoa học đầu tiên năm 1930.